# گندرکینگن
گندرکینگن (به آلمانی: Genderkingen) یک شهر در آلمان است که در دناو-ریس واقع شده‌است.